# Mike Phillips (rugbysta)
Mike Phillips (ur. 29 sierpnia 1982 w Carmarthen) – walijski rugbysta występujący na pozycji łącznika młyna, reprezentant kraju, dwukrotny triumfator Pro12, trzykrotny zwycięzca Pucharu Sześciu Narodów, uczestnik dwóch Pucharów Świata.

## Kariera klubowa
Grać w rugby rozpoczął w szkole podstawowej, trenował następnie w klubach Whitland RFC i Carmarthen RFC. Już wówczas był łącznikiem młyna, choć zdarzały mu się występy w roli rwacza.
W barwach Llanelli Scarlets zadebiutował w roku 2002, a w sezonie 2003/2004 zespół triumfował w Lidze Celtyckiej. Przegrywając walkę o miejsce w pierwszym składzie z Dwayne'em Peelem w 2005 roku związał się z Cardiff Blues. Po dwóch sezonach przeszedł do Ospreys, z którym zwyciężył w lidze w sezonie 2009/2010. Pomimo ważnej jeszcze trzy lata umowy w 2011 roku poprosił o jej rozwiązanie, by móc przenieść się do francuskiego Aviron Bayonnais. Jego obecność w tym klubie naznaczona była kontrowersjami i zawieszeniami, a w październiku 2013 roku jego kontrakt został zerwany z powodu powtarzających się incydentów związanych z alkoholem. Pomimo dementowania pogłosek o zakontraktowaniu zawodnika, na początku grudnia tego roku ogłoszono jego dwuipółletnią umowę z Racing Métro 92.

## Kariera reprezentacyjna
Reprezentował Walię w kategorii U-21, w seniorskiej reprezentacji zadebiutował zaś w sierpniu 2003 roku w meczu z Rumunią. W następnych latach był w kadrze Garetha Jenkinsa zastępcą DWayne’a Peela.
Za kadencji Warrena Gatlanda został podstawowym łącznikiem młyna walijskiej reprezentacji, która triumfowała w Pucharze Sześciu Narodów w latach 2008, 2012 i 2013, w pierwszych dwóch zdobywając dodatkowo Wielkiego Szlema. Od 2014 roku zaczął tracić miejsce w wyjściowej piętnastce na rzecz Rhysa Webba.
Dwukrotnie wziął udział w Pucharze Świata. W 2007 wystąpił we wszystkich czterech meczach, a jego zespół niespodziewanie zakończył swój udział w turnieju na fazie grupowej. Cztery lata później jego udział stanął pod znakiem zapytania ze względu na zawieszenie po aresztowaniu przez policję. Wkrótce zostało ono jednak cofnięte i znalazł się w składzie na nowozelandzki turniej, w którym wystąpił w sześciu spotkaniach, a Walijczycy w meczu o trzecie miejsce ulegli Wallabies. Także dwukrotnie uczestniczył w tournée British and Irish Lions – w latach 2009 i 2013.
W marcu 2013 roku został najbardziej doświadczonym walijskim łącznikiem młyna w historii swym 77 występem pobijając rekord Peela.